# Ana Pastor García
|  | Aquest article tracta sobre la periodista espanyola. Vegeu-ne altres significats a «Ana Pastor». |

Ana Pastor García (Madrid, 9 de desembre de 1977) és una periodista i presentadora espanyola. Des de 2013 és la presentadora del programa setmanal El objetivo, de LaSexta. Esporàdicament realitza entrevistes per a CNN en castellà sota el nom de Frente a frente.

## Biografia
Llicenciada en Periodisme per la Universitat CEU San Pablo. Ha treballat en premsa escrita, televisió, a RNE i a l'agència EFE. El 1999 Ana Pastor va començar a treballar per a la Cadena SER. Allí va formar part de l'equip d'Iñaki Gabilondo i es va especialitzar en informació internacional. Va ser enviada especial en el tsunami de l'oceà Índic del 2004 i en els atemptats del 7 de juliol de 2005 a Londres, i va cobrir informacions al Pakistan, Afganistan, Níger, Senegal, Guinea Equatorial, Gàmbia, Libèria i Sierra Leone. A més, va dirigir i va presentar el programa setmanal d'actualitat Punto de fuga, on va entrevistar a personalitats com Ellen Johnson Sirleaf, presidenta de Libèria o l'expresidenta d'Irlanda i premi Príncep d'Astúries Mary Robinson.

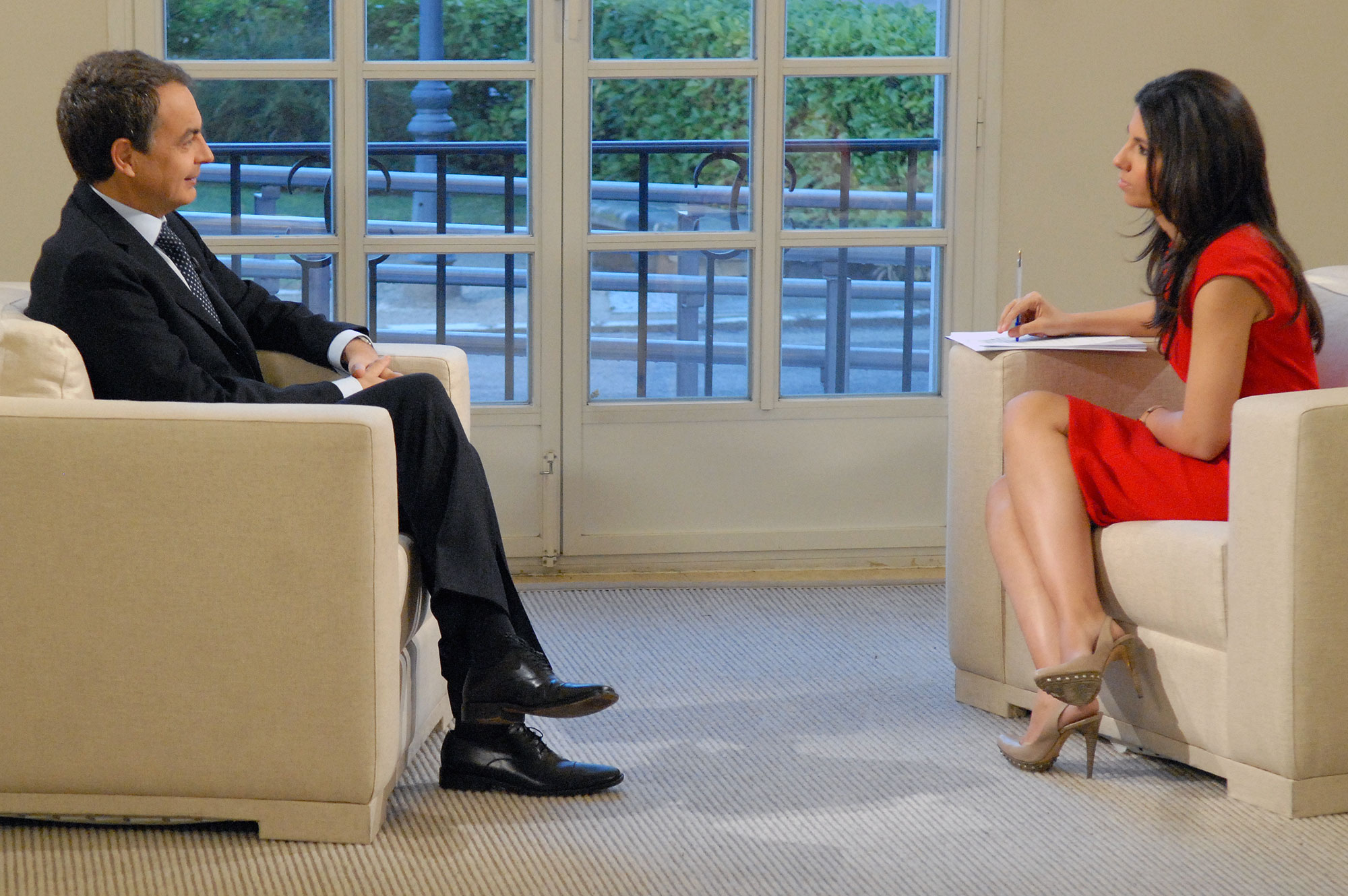
Entrevista a José Luis Rodríguez Zapatero, el gener de 2011 a Los Desayunos de TVE.

El setembre de 2006 va ser fitxada per presentar el programa de TVE 59 segundos, en el qual els participants tenen un minut per exposar la seva postura sobre l'actualitat política. Des de setembre de 2009 fins a 2012 va presentar l'espai Los desayunos de TVE en substitució de Pepa Bueno. Aquest espai va aconseguir una gran acceptació entre el públic, sent capdavanter de la seva franja horària l'octubre de 2010. La sortida d'Ana Pastor el 2012 va suposar un descens gradual de l'audiència del programa, i fins avui el 2014 no s'han pogut superar les dades d'audiència de l'etapa de Pastor com a presentadora. Altres col·laboracions inclouen la presentació d'Informe semanal juntament amb altres periodistes de la cadena, i la participació en el programa vespertí Asuntos propios de RNE, presentat per Toni Garrido.

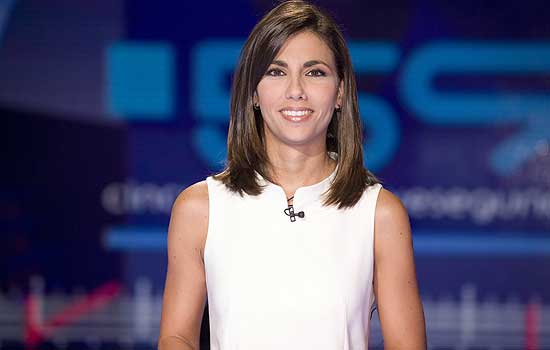
Ana Pastor com a presentadora de 59 segundos

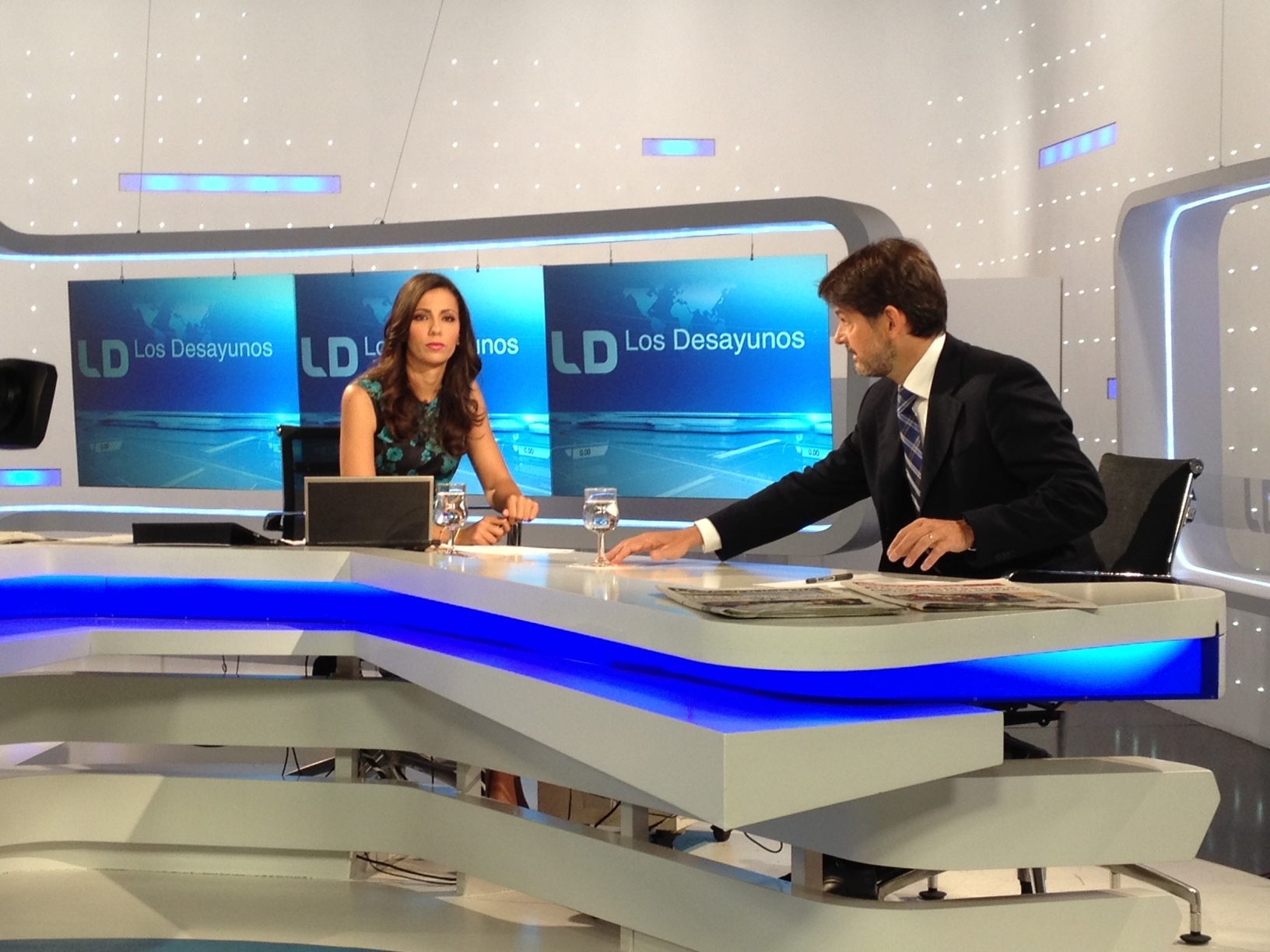
Ana Pastor al plató de Los desayunos de TVE entrevistant Oriol Pujol.

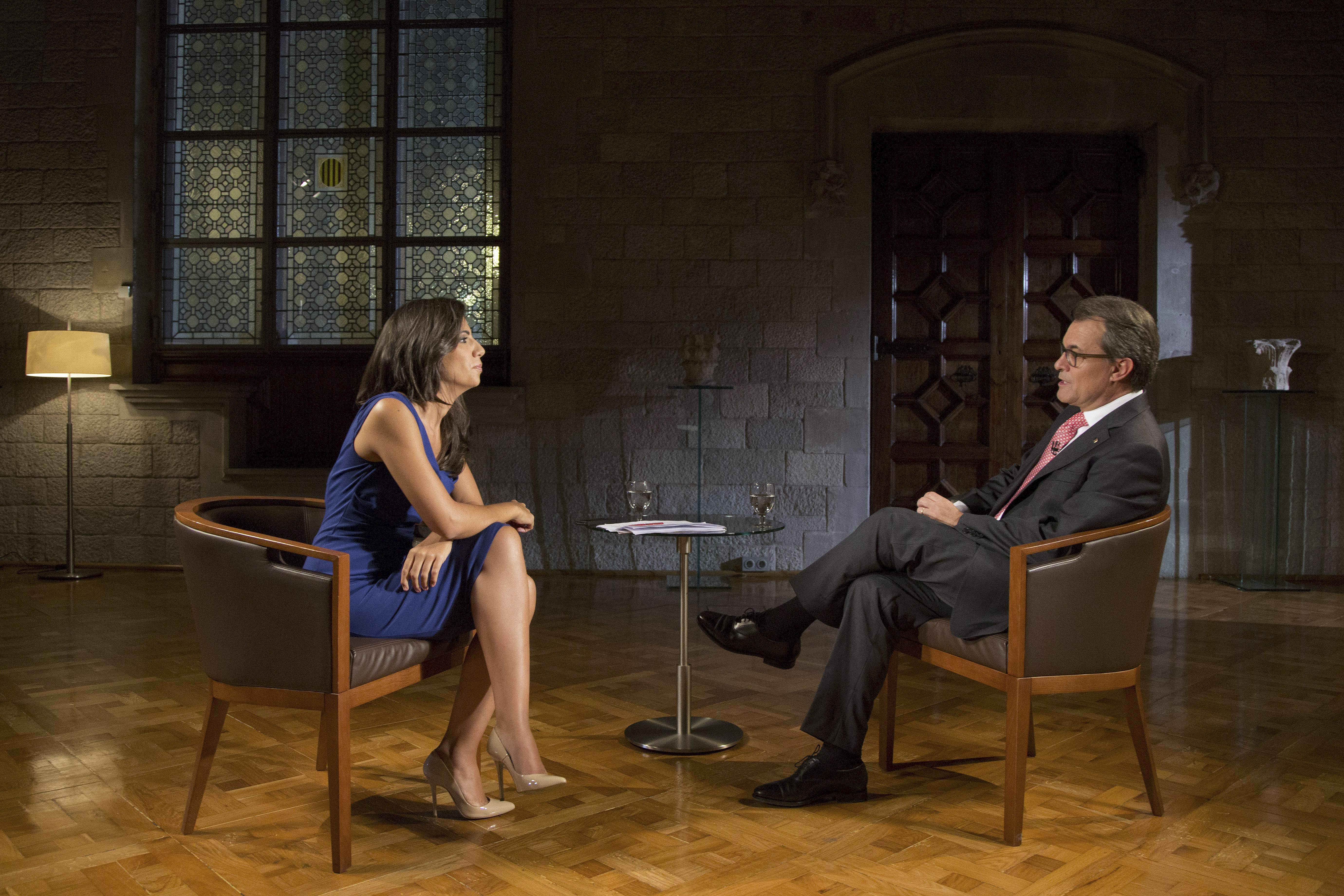
Ana Pastor al Palau de la Generalitat entrevistant Artur Mas.

El 15 de març de 2011 va realitzar una entrevista al president iranià Mahmud Ahmadinejad, que va originar un gran interès. Per aquesta entrevista, el seu nom va causar una gran revolada en internet i a les xarxes socials. Igualment cèlebre va ser la seva rèplica al president d'Equador, Rafael Correa, indicant: «No estic acostumada ni a respondre preguntes d'entrevistats ni al fet que m'anomenin Anita».
Després del triomf del PP a les eleccions generals espanyoles de 2011, es va renovar la directiva de RTVE, amb Leopoldo González-Echenique com a president de RTVE i Julio Somoano com a director d'informatius de TVE. A causa d'això, el 4 d'agost de 2012, es va fer públic el seu cessament de la direcció del programa Los desayunos de TVE.
Des de RTVE van argumentar que li havien ofert un altre programa que ella va rebutjar; no obstant això, la periodista va desmentir aquesta proposta i va declarar que la van fer fora «per fer periodisme», i que no li van oferir res concret.
Ana Pastor va dir que se n'havia anat presentant la seva «baixa voluntària», «sense atur i sense indemnització», perquè «no estaré en una televisió pública, que paga tota la gent que està aquí, per no fer res». El 2012 va sortir a la premsa que el sou que se li havia abonat durant el seu temps de treball en la televisió pública va ser de 156.512 € a l'any.
El setembre de 2012, es fa públic el seu fitxatge per CNN en Español per presentar un programa d'entrevistes a personalitats de la política, la cultura i l'esport a nivell nacional i internacional que serien emeses pels canals de CNN International i CNN en Español. Al seu programa Frente a frente, ha entrevistat personalitats com Antonio Banderas, Ferran Adrià, Juan Manuel Santos, Rafael Correa o Rafa Nadal. A Espanya, les entrevistes són emeses pel canal de cable TNT.
Ana Pastor col·labora a més en diaris com El Periódico de Catalunya i en les revistes de moda Yo Dona i SModa.
El dimecres 3 d'abril de 2013, es va donar a conèixer la notícia que la periodista Ana Pastor havia fitxat pel grup Atresmedia, per fer nous treballs a Antena 3 i a LaSexta. Des de 2 de juny de 2013 presenta a LaSexta, El objetivo, que porta a Espanya el model periodístic denominat verificació de fets, que busca determinar la veritat dels discursos polítics.

## Premis i reconeixements
Ana Pastor ha estat guardonada amb diversos premis nacionals, com el Premi Llibertat d'Expressió 2011, lliurat per l'Associació de Premsa Nacional; la nominació al VII Premi Couso de llibertat de premsa i el Premi Triangle 2011. L'any 2018 va obtenir el Premi Bones Pràctiques de Comunicació no Sexista que atorga l'Associació de Dones Periodistes de Catalunya, per un programa innovador en el periodisme de dades i la verificació del Fact-Checking Network realitzat per dones des de la televisió.